# Bhoja
Bhoja är ett folkslag i Indien och på den över detta härskande kungasläkten. 
Enligt i de stora eposen och så vidare nedlagda sagor var folket en gren av Yadu- eller Yadavastammen, alltså hörande till kretsen av de folk, som bildar centrum för Mahabharatas händelseförlopp, med anor ända upp i rigvedisk tid. I senare tider har de sitt säte norr om Vindhyabergen, dit de emellertid enligt sagan skall ha blivit fördrivna från sina nordligare boningsorter av Magadha-kungen Jarasandha.